# Fritz Pfenninger
Fritz Pfenninger (Zúrich, 15 de octubre de 1934 - Zúrich, 12 de mayo de 2001) fue un ciclista suizo especialista en la pista, aunque también participó en carreras de ruta. Se especializó en las carreras de seis días donde obtuvo 33 victorias, 19 de las cuales con Peter Post.

## Palmarés
- 1956

1º en los Seis días de Aarhus (con Oscar Plattner)
- 1957

1º en los Seis días de Copenhague (con Jean Roth)
- 1958

1º en los Seis días de Münster (con Jean Roth)
1º en los Seis días de Zúrich (con Jean Roth)
- 1960

1º en los Seis días de Münster (con Hans Junkermann)
- 1961

Campeón de Europa en omnium
1º en los Seis días de Berlín (con Klaus Bugdahl)
1º en los Seis días de Frankfurt (con Klaus Bugdahl)
- 1962

Campeón de Europa de Madison (con Klaus Bugdahl)
1º en los Seis días de Zúrich (con Klaus Bugdahl)
1º en los Seis días de Frankfurt (con Klaus Bugdahl)
1º en los Seis días de Essen (con Klaus Bugdahl)
- 1963

1º en los Seis días de Zúrich (con Peter Post)
1º en los Seis días de Colonia (con Peter Post)
1º en los Seis días de Bruselas (con Peter Post)
- 1964

Campeón de Europa de Madison (con Peter Post)
1º en los Seis días de Zúrich (con Peter Post)
1º en los Seis días de Berlín (con Peter Post)
1º en los Seis días de Bruselas (amb Peter Post)
1º en los Seis días de Dortmund (con Rudi Altig)
1º en los Seis días de Amberes (con Noël Foré i Peter Post)
- 1965

1º en los Seis días de Zúrich (con Peter Post)
1º en los Seis días de Berlín (con Peter Post)
1º en los Seis días de Dortmund (con Peter Post)
- 1966

Campeón de Europa de Madison (con Peter Post)
1º en los Seis días de Amberes (con Jan Janssen y Peter Post)
1º en los Seis días de Essen (con Peter Post)
1º en los Seis días de Gante (con Peter Post)
1º en los Seis días de Ámsterdam (con Peter Post)
1º en los Seis días de Quebec (con Sigi Renz)
- 1967

1º en los Seis días de Frankfurt (con Peter Post)
1º en los Seis días de Amberes (con Jan Janssen y Peter Post)
1º en los Seis días de Essen (con Peter Post)
1º en los Seis días de Bremen (con Peter Post)
- 1968

1º en los Seis días de Zúrich (con Klaus Bugdahl)
1º en los Seis días de Montreal (con Louis Pfenninger)
- 1970

1º en los Seis días de Zúrich (con Peter Post y Erich Spahn)